# 亚历山大·科帕茨
亚历山大·科帕茨（英語：Alexander Kopacz，1990年1月26日—），加拿大男子雪车运动员。他曾代表加拿大参加2018年冬季奥林匹克运动会雪车比赛，联同贾斯廷·克里普斯获得男子双人金牌。